# Kindersoldat

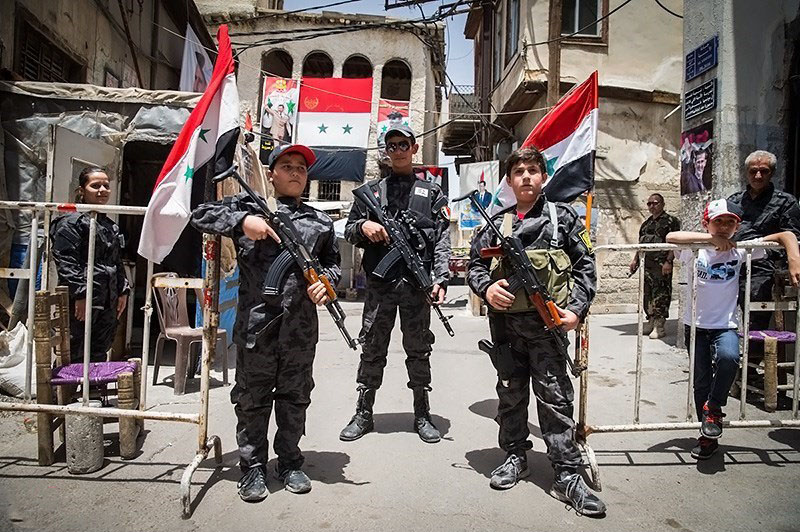
Symbolische Kindersoldaten für die Assad-Armee im Syrischen Bürgerkrieg

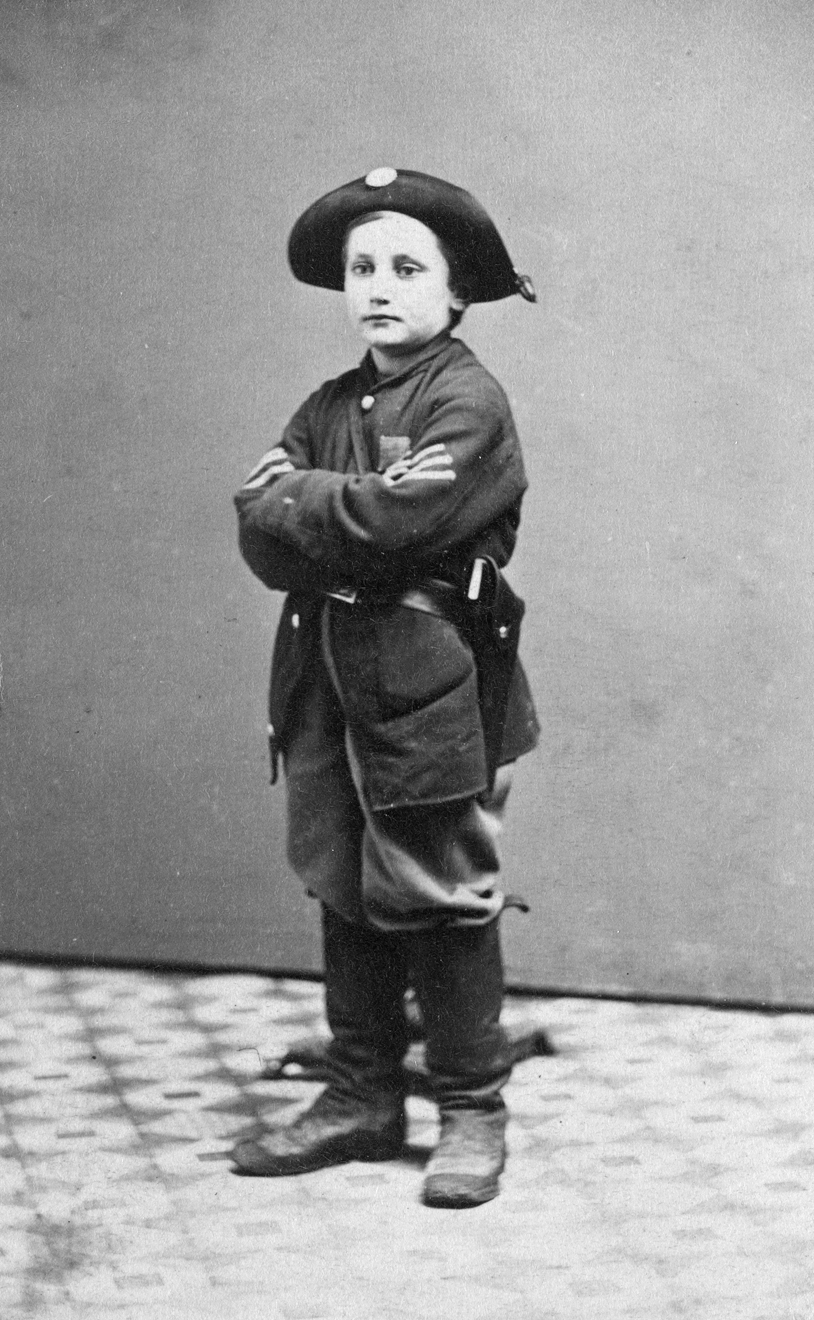
Kindersoldat im Sezessionskrieg

Kindersoldaten sind Kinder, die an einem Krieg teilnehmen. Als Kindersoldaten gelten laut der UN-Kinderrechtskonvention von 1989 alle Kriegsteilnehmer unter 15 Jahren, die direkt an Feindseligkeiten beteiligt sind. Ein optionales Zusatzprotokoll der Konvention aus dem Jahr 2002 hebt das Mindestalter für wehrpflichtige Soldaten der ratifizierenden Staaten auf 18 Jahre an, freiwillige Rekruten älter als 14 Jahre sind nach wie vor völkerrechtlich legal. Mitunter werden von anderer Stelle jedoch auch nichtkämpfende Helfer bewaffneter Gruppen sowie alle Jugendlichen unter 18 Jahren zu den Kindersoldaten gezählt.
UNICEF, terre des hommes und amnesty international bezeichnen „alle Kämpfer und deren Helfer, die unter 18 Jahre alt sind“ als „Kindersoldaten“.
Nach den Cape Town Principles von 1997 sollen nicht nur minderjährige kämpfende Angehörige von bewaffneten Einheiten als Kindersoldaten angesehen werden, sondern auch Träger, Informanten, Köche, zwangsprostituierte Mädchen usw. Diese breite Definition soll einen besseren Schutz von Kindern gewährleisten und ihnen im Falle einer Demobilisierung Zugang zu Hilfsmaßnahmen gewähren. Die damit einhergehende Einordnung zum Kombattantenstatus legitimiert zwar einerseits den Kampfeinsatz auch gegen unbewaffnete Minderjährige, ermöglicht ihnen jedoch auch eine rechtliche Behandlung nach den Grundsätzen der Kriegsgefangenenkonvention, und erschwert den Missbrauch von Kindern als lebender Schutzschild in strategisch wichtigen Operationsbasen.

## Rekrutierung und Einsatz
Kinder und Jugendliche sind in der Regel leichter zu rekrutieren als Erwachsene. Üblicherweise werden sie zwangsrekrutiert, aber insbesondere Jugendliche schließen sich gelegentlich auch freiwillig bewaffneten Gruppen an. In der Regel kommen Kindersoldaten aus armen Bevölkerungsschichten; viele sind durch Kriegsereignisse von den Eltern getrennt worden und suchen Schutz, es sind Kinder aus Flüchtlings- und Vertriebenenlagern oder Straßenkinder. Unter diesen Umständen erscheint der Krieg für Jugendliche als eine Chance, ihre Existenz zu sichern, ihnen soziale Anerkennung zu bringen, und möglicherweise ein Machtgefühl, das sie als Unbewaffnete nie hätten. Manche sinnen auf Rache, weil ein Feind Angehörige getötet hat.
Diese Kinder und Jugendlichen sind ähnlichen Belastungen ausgesetzt wie erwachsene Soldaten, sind jedoch meist empfänglicher für ideologische Indoktrination und einschüchternde Disziplinarmaßnahmen und haben häufig eine höhere Risikobereitschaft. Kindersoldaten werden oft in Kriegen eingesetzt, in denen vorwiegend mit Kleinwaffen ohne hohen Ausbildungsaufwand gekämpft wird. Tatsächlich ist ihr Einsatz in heutiger Zeit maßgeblich auf die Weiterentwicklungen der Waffentechnik zurückzuführen: Viele der heutzutage eingesetzten Handfeuerwaffen brauchen weder große Körperkraft noch erfordern sie ein ausgefeiltes Training. Kinder werden auch häufig zum Verlegen oder Entschärfen von Landminen eingesetzt. Mädchen werden häufig zwangsprostituiert oder zu Sexbeziehungen oder Heirat mit Soldaten gezwungen oder genötigt.

## Statistik

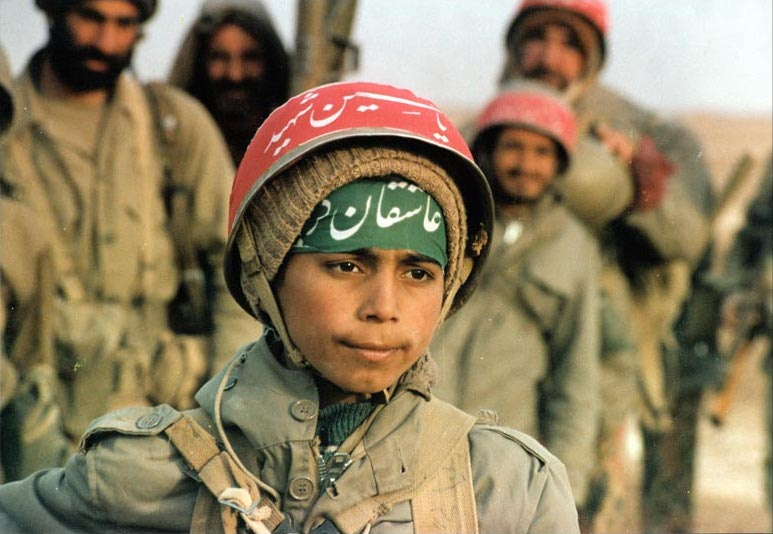
Iranischer Kindersoldat im Ersten Golfkrieg

Nach Angaben des sogenannten Machel-Berichts der UNO waren im Jahr 1996 rund 300.000 Kinder unter Waffen an Konflikten beteiligt. Heutzutage wird die Anzahl der Kindersoldaten auf ungefähr 250.000 geschätzt. Von mehr als 50 bewaffneten Gruppen, größtenteils aus Afrika, ist bekannt, dass sie Kindersoldaten einsetzen. Ungefähr zwei von drei Kindersoldaten sind Jungen. Olara Ottuno, der Sonderbeauftragte des UN-Generalsekretärs für Kinder in bewaffneten Konflikten schätzt, dass zwischen 1990 und 2000 etwa zwei Millionen Kinder gefallen sind, sechs Millionen Kinder zu Invaliden wurden und zehn Millionen Kinder schwere seelische Schäden davontrugen.
In Uganda waren rund 90 Prozent der Lord’s Resistance Army Jugendliche zwischen 13 und 16 Jahren. Über 12.000 Jungen und Mädchen wurden zwangsrekrutiert. In Liberia kämpften während des Bürgerkriegs von 1989 bis 1997 etwa 20.000 Kindersoldaten. Dabei sollen bereits Neunjährige rekrutiert worden sein. In Sierra Leone gab es zwischen 1991 und 2002 6.845 Soldaten unter 18 Jahren.
Die Child Soldiers International (ehemals Coalition to Stop the Use of Child Soldiers) hat 2004 einen Weltreport zu Kindersoldaten herausgebracht. Darin werden die Wehrgesetze aller Länder dokumentiert und diejenigen bewaffneten Gruppen benannt, die Kinder und Jugendliche rekrutieren und im Kampf einsetzen.
Zu den Staaten mit der weltweit höchsten Zahl an Kindersoldaten gehört Myanmar (Birma).
Einer Studie von Christopher Blattman von der Columbia University und von Jeannie Annan vom International Rescue Committee zufolge, gelang nach Ende des Bürgerkriegs in der Elfenbeinküste die Wiedereingliederung von Kindersoldaten und Veteranen in die liberianische Gesellschaft, wenn ihnen dort eine berufliche Perspektive geboten wurde. Dieser Effekt war sogar dann nachweisbar, wenn die berufliche Wiedereingliederung weniger als ein Zehntel des Einkommens eines Söldners zur Folge hatte.

## Gegenmaßnahmen
Zu den schärfsten Kritikern des Einsatzes von Kindersoldaten gehört der südafrikanische Friedensnobelpreisträger Desmond Tutu.
Es gibt einen Internationalen Tag gegen den Einsatz von Kindersoldaten. Er wird von der Coalition to Stop the Use of Child Soldiers mit Sitz in London alljährlich am 12. Februar veranstaltet und ist (noch) kein offizieller UN-Tag.
Das Zusatzprotokoll vom 8. Juni 1977 zu den Genfer Abkommen vom 12. August 1949 über den Schutz der Opfer nicht internationaler bewaffneter Konflikte (Protokoll II) verbietet es, Kinder unter 15 Jahren „in Streitkräfte oder bewaffnete Gruppen einzugliedern“ oder ihnen „die Teilnahme an Feindseligkeiten zu erlauben“.
Im UN-Fakultativprotokoll über Kinder in bewaffneten Konflikten (Fakultativprotokoll zum Übereinkommen über die Rechte des Kindes betreffend die Beteiligung von Kindern an bewaffneten Konflikten) vom 25. Mai 2000 wurde vereinbart, dass Kinder unter 18 Jahren nicht zwangsweise eingezogen werden dürfen. Ausnahmen sind bei der Anwerbung von Freiwilligen für staatliche Streitkräfte zugelassen, die Altersgrenze für sie wurde auf Druck Großbritanniens, der USA, Russlands und Chinas auf 16 Jahre festgelegt. 167 Staaten haben bisher dieses Zusatzprotokoll ratifiziert (Stand: Juni 2018). Die Bundesrepublik Deutschland hat dieses Zusatzprotokoll ebenfalls ratifiziert und nimmt 17-jährige freiwillige Bewerber in die Bundeswehr auf; ihre Zahl stieg von 689 im Jahr 2011 auf 2128 im Jahr 2017.
Im Rom-Statut des Internationalen Strafgerichtshofs (IStGH) in Den Haag wurde festgelegt, dass die Rekrutierung von unter 15-Jährigen ein Kriegsverbrechen ist und verfolgt wird. Thomas Lubanga, Gründer und Führer der bewaffneten Miliz Union des Patriotes Congolais in der Demokratischen Republik Kongo, wurde im August 2006 wegen dieses Verbrechens vor dem IStGH angeklagt. Er ist damit der erste Angeklagte in der Geschichte des Gerichts.
Die Internationale Arbeitsorganisation (ILO) hat in ihrer Resolution 182 festgelegt, dass es sich beim Einsatz von Kindern als Soldaten um eine extreme Form von ausbeuterischer Kinderarbeit handelt. Dennoch gilt die Flucht der Minderjährigen vor Zwangsrekrutierung in der Bundesrepublik Deutschland nicht als Asylgrund, ehemalige Kindersoldaten bekommen in der Regel den Status einer Duldung. Eine ausführliche Dokumentation wurde von terre des hommes veröffentlicht, Titel „Ehemalige Kindersoldaten als Asylbewerber in Deutschland“.
George W. Bush hatte 2007 ein Gesetz unterzeichnet, das es den USA verbietet, solchen Ländern Militärhilfe zu leisten, in denen es noch Kindersoldaten gibt. Präsident Obama machte jedoch im Oktober 2010 von der Ausnahmeklausel Gebrauch, damit die USA weiterhin Länder mit Kindersoldaten unterstützen können.

## Geschichte

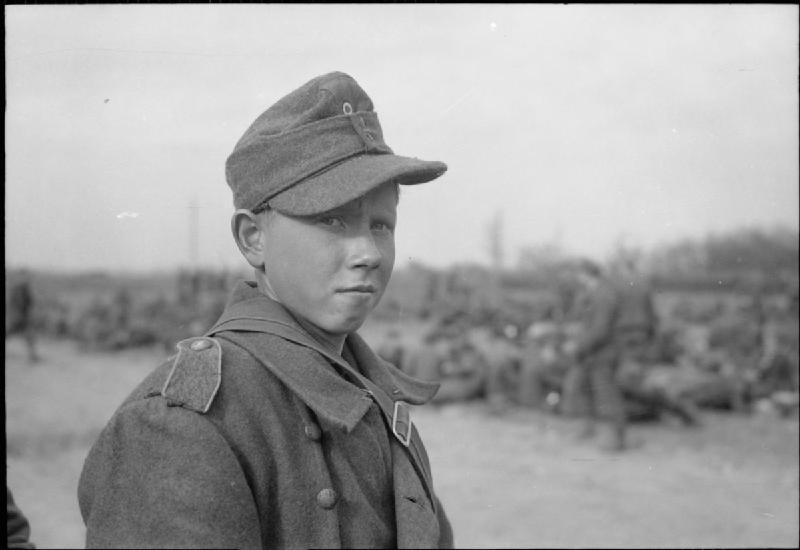
Jugendlicher deutscher Soldat als Kriegsgefangener, 26. März 1945 am Niederrhein

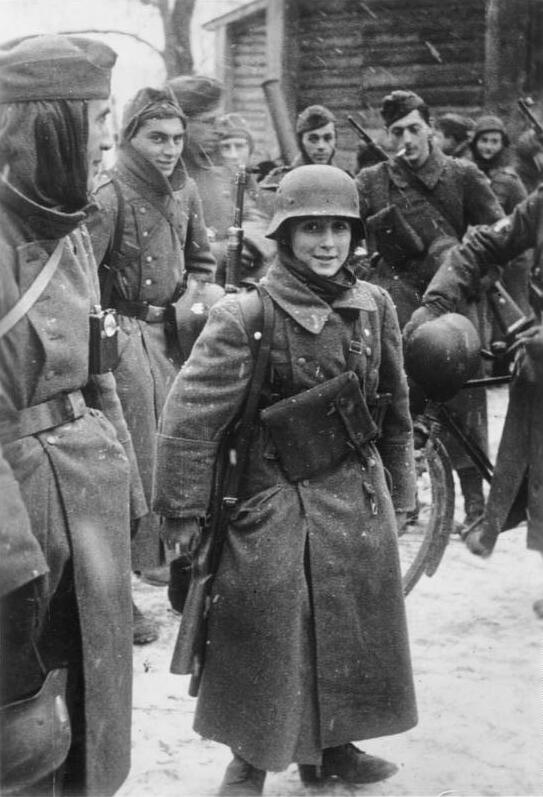
15-Jähriger der französischen Legion, Dezember 1941 in Russland

Kindersoldaten sind keine Erfindungen der Neuzeit. Rossbuben, also jugendliche Pferdepfleger, gehörten wahrscheinlich schon zur Reiterei, seit es berittene Truppen gibt. Kaiser Caligula verdankt seinen Namen seiner Fußbekleidung, die er als Heranwachsender im römischen Heere trug.
Aus dem Dreißigjährigen Krieg sind literarische Gestalten überliefert (Gustav Adolfs Page, Der abenteuerliche Simplicissimus). Eine Darstellung der bildenden Kunst zeigt einen Kindersoldaten aus den Napoleonischen Kriegen. Von einem Kindersoldaten während des Amerikanischen Sezessionskrieges gibt es eine Fotografie.

Im Zweiten Weltkrieg wurden Heranwachsende als Luftwaffenhelfer eingesetzt, die Waffen-SS hat Jugendliche angeworben, in der letzten Kriegsphase kämpfte die Hitlerjugend im Volkssturm, einige wurden mit dem Eisernen Kreuz ausgezeichnet. Auch auf sowjetischer Seite kamen Kindersoldaten zum Einsatz. In Japan wurden während der Endphase auf Okinawa Schülertrupps als Hilfstruppen aufgestellt, die im Falle von Jungen in den sogenannten Tekketsu Kinnōtai Pionier-, Melde-, aber auch Kampftätigkeiten ausübten, während sie im Falle von Mädchen Lazarettdienst leisteten.

## Organisationen gegen den Einsatz von Kindersoldaten
- Die Child Soldiers International (ehemals Coalition to Stop the Use of Child Soldiers) ist ein Bündnis internationaler NGOs gegen Kindersoldaten.[8] Sie gibt den Child Soldiers Global Report heraus, der den Stand der Bemühungen gegen den Einsatz von Kindersoldaten zuletzt im Jahr 2008 zeigt.[9]
- Das  Deutsche Bündnis Kindersoldaten versteht sich als Zweig der internationalen Child Soldiers International, die es seit 1998 gibt.[10] Mitglieder sind die Nichtregierungsorganisationen Aktion Weißes Friedensband, amnesty international, Deutsches Jugendrotkreuz, Deutsches Komitee für UNICEF, Deutsches Nationalkomitee des Lutherischen Weltbundes, missio, Netzwerk Afrika Deutschland, Plan International Deutschland, terre des hommes und World Vision Deutschland.[11][12][13][14][15][16][17]

- Die UNO ließ zwischen Januar und Dezember 2011 unter der Leitung der Sonderbeauftragten Radhika Coomaraswamy eine „Liste der Schande“ zusammengetragen und veröffentlichte im Juni 2012 den „Annual Report of the Secretary-General on Children and Armed Conflict“.[18] Er listet 52 Konfliktparteien auf (von Terrornetzwerken wie al-Qaida im Irak bis zu Milizen wie der Lord’s Resistance Army (LRA) in Uganda) und dokumentiert schwerste Verstöße in 23 Ländern gegen die Rechte von Kindern in Kriegen und bewaffneten Auseinandersetzungen. Um von der Liste gestrichen zu werden, müssen die angeprangerten Armeen oder Milizen ein fest vorgeschriebenes UNO-Programm durchlaufen.[19]

## Ausstellungen
Es gab einige Ausstellungen über Kindersoldaten in der Vergangenheit. Eine Ausstellung wurde von der Hilfsorganisation terre des hommes organisiert. Sie lief vom 17. Juni bis zum 7. Juli 2003 in Münster mit dem Titel „Kinder in bewaffneten Konflikten“. Dort wurden 16 Plakate mit dem Thema „Kinder im Krieg“ ausgestellt, die Länderbeispiele aus der Projektarbeit von terre des hommes zum Thema Kinder im Krieg zeigten.
Der Dokumentarfilm „Lost Children“ über Kindersoldaten im Norden Ugandas war in einigen deutschen Kinos zu sehen.

## Filme
- Ballade vom kleinen Soldaten, BRD 1984, Regie: Werner Herzog, über Kindersoldaten in einer Contraeinheit.
- Reyno 11 år, soldat: Schwedischer Dokumentarfilm von 1987 von Peter Torbiörnsson über den elfjährigen Reyno, der während des Contra-Kriegs in der sandinistischen Volksmiliz dient
- Blood Diamond: Film über den Bürgerkrieg und Blutdiamanten in Sierra Leone und die Zwangsrekrutierung von Kindersoldaten
- I killed people (J’ai tué, Ich habe getötet): Alice Schmid, Dokumentarfilm, 26 min, Liberia 1999
- Lost Children: Dokumentarfilm über die Kindersoldaten in Nord-Uganda
- Beasts of No Nation: Film über einen fiktiven Bürgerkrieg in Afrika aus der Perspektive eines Kindersoldaten